# Граф Холта
Граф Холта или граф Дойла является наименьшим полутранзитивным графом, то есть наименьшим примером вершинно-транзитивного и рёберно-транзитивного графа, который не является симметричным. Такие графы не часто встречаются.  Граф назван именами Питера Дж. Дойла и Дерека Ф. Холта, обнаружившими граф независимо в 1976 и 1981 соответственно.
Граф Холта имеет диаметр 3, радиус 3 и обхват 5, хроматическое число 3, хроматический индекс 5. Граф является гамильтоновым с 98 472 различными гамильтоновыми циклами. Граф является вершинно 4-связным и рёберно 4-связным графом. Он имеет книжное вложение 3 и число очередей 3.
Граф имеет группу автоморфизмов порядка 54. Это самая маленькая группа для симметричных графов с тем же числом вершин и рёбер. Рисунок графа справа подчёркивает отсутствие у графа зеркальной симметрии.
Характеристический многочлен графа равен
{\displaystyle (x^{3}-6x+2)^{6}(x+2)^{4}(x-1)^{4}(x-4).\ }

## Галерея

Хроматическое число графа Холта равно 3.
Хроматический индекс графа Холта равен 5.
Граф Холта является гамильтоновым.